# 星空战机
《星空战机》是一款由南梦宫公司于1985年制作的射击和星际战斗游戏。游戏分为街机模式、战斗模式和模拟科幻飞行模式。
游戏的内容为玩家驾驶着飞船在太空中漫游和探索。主要的图案为驾驶舱，玩家的雷达可以显示敌人的位置。